# Playa de Fontaniecha
La playa de Fontaniecha está en el concejo de Valdés, en el occidente del Principado de Asturias (España) y pertenece al pueblo de Cadavedo. Forma parte de la Costa Occidental de Asturias, en el tramo que se enmarca en el conocido Paisaje Protegido de la Costa Occidental de Asturias

## Descripción
Tiene forma lineal con una longitud aproximada de unos 150 m y una anchura media de 30 m. El lecho está formado por arenas oscuras de tamaño medio mezclado con cantos rodados. La ocupación y urbanización son escasas a pesar de que sus accesos son fáciles, peatonales e inferiores a unos 500 m.
Para acceder a la playa hay que llegar a Cadavedo e ir hasta la iglesia y por la derecha de ella sale un camino que termina en un crucero de piedra. Tras superarla hay que tomar la primera desviación a la derecha, que es la carretera que rodea a Cadavedo por la costa. De esta carretera salen varias desviaciones y tomando la primera se llega a una casita de color rojo y detrás de ella está el acceso a la parte occidental de la playa. Si se toma la segunda desviación se llega a la parte oriental y si, por fin, se toma la tercera, después de pasar la depuradora, se encuentra el lugar idóneo para tomar las mejores fotografías de la playa.
No resulta aconsejable bajar a la playa ya que hay que descender unos 75 m por un acantilado muy vertical y complicado. La playa no tiene ningún servicio y para los que se atreven a bajar, la única actividad recomendada es la pesca deportiva a caña.